# 前450年代
| 千纪： | 前1千纪 |
| 世纪： | 前6世纪 \| 前5世纪 \| 前4世纪                                                                              |
| 年代： | 前480年代 \| 前470年代 \| 前460年代 \| 前450年代 \| 前440年代 \| 前430年代 \| 前420年代                    |
| 年份： | 前459年 \| 前458年 \| 前457年 \| 前456年 \| 前455年 \| 前454年 \| 前453年 \| 前452年 \| 前451年 \| 前450年 |

前450年代從前459年1月1日開始，於前450年12月31日結束。

## 大事记
- 前459年，越王鼫與卒，子不壽嗣位，是為盲姑。
- 前458年，晉國大夫知氏、韓氏、趙氏、魏氏四卿，瓜分范氏、中行氏地，晉出公向齊國控告，欲借兵攻四卿，四卿反攻，晉出公奔齊，於道途中去世。知伯立晉出公族弟驕，是為晉哀公。知伯滅仇由國。杞哀公卒，杞閔公子杞出公嗣位。
- 前457年，蔡聲侯卒，子蔡元侯嗣位。
- 前456年，齊平公卒，子齊宣公嗣位。晉大夫知襄子向趙襄子要求割地，趙襄子拒絕，知襄子與韓康子韓虔、魏桓子魏駒，聯兵攻趙襄子。趙襄子奔晉陽。
- 前455年，鄭人殺國君鄭哀公，立鄭哀公伯父鄭共公。
- 前454年，晉大夫知、韓、魏三家聯軍圍晉陽，引汾水灌城，僅三板之差，未能淹沒。
- 前453年，晉大夫趙、韓、魏反攻知襄子，晉陽解圍，屠滅知氏宗族瓜分其地。趙、韓、魏三家共執晉國朝政。
- 前451年，衛悼公卒，子衛敬公嗣位。蔡元侯卒，子蔡侯齊嗣位。
- 前450年，燕孝公卒，燕成公嗣位。
- 前450年，羅馬共和國將現行法律刻於十二塊銅牌，公示全國，規定個人權利，區分法律與命令，釐定軍事與民事範圍。世稱十二銅表法。